# Stazione di Locate Triulzi
Stazione di Locate Triulzi vasútállomás Olaszországban, Lombardia régióban, Locate di Triulzi településen.

## Vasútvonalak
Az állomást az alábbi vasútvonalak érintik:
- Milánó–Genova-vasútvonal

## Kapcsolódó állomások
A vasútállomáshoz az alábbi állomások vannak a legközelebb:
- Chiaravalle Milanese railway halt
- Stazione di Pieve Emanuele